# Gnetum giganteum
Gnetum giganteum là một loài thực vật hạt trần trong họ Gnetaceae. Loài này được H.Shao mô tả khoa học đầu tiên năm 1994.